# San Nicola la Strada
San Nicola la Strada – miejscowość i gmina we Włoszech, w regionie Kampania, w prowincji Caserta.
Według danych na rok 2004 gminę zamieszkiwały 18 724 osoby, 4681 os./km².